# Megarctosa naccai
Espèce
Megarctosa naccai est une espèce d'araignées aranéomorphes de la famille des Lycosidae.

## Distribution
Cette espèce est endémique de Rhodes en Grèce,.

## Description
La femelle holotype mesure 22,5 mm.

## Publication originale
- Caporiacco, 1948 : L'arachnofauna di Rodi. Redia, vol. 33, p. 27-75.